# Teorema di Darboux (geometria)
In geometria, in particolare in geometria simplettica, il teorema di Darboux è un importante risultato da cui discende il fatto che due qualsiasi varietà simplettiche della stessa dimensione sono localmente simplettomorfe, ed in particolare sono simplettomorfe a {\displaystyle \mathbb {R} ^{2n}} con la forma simplettica standard {\displaystyle \omega _{0}}.

## Il teorema
Sia {\displaystyle (M,\omega )} una varietà simplettica, e sia {\displaystyle p\in M} un punto su di essa. Allora, esiste una carta locale definita in un intorno {\displaystyle U_{0}} di {\displaystyle p},
{\displaystyle (U_{0};x^{1},\dots ,x^{n},y_{1},\dots ,y_{n})}
tale che su {\displaystyle U_{0}}
{\displaystyle \omega _{0}=\sum _{i=1}^{n}d{x_{i}}\wedge d{y_{i}}}

### Dimostrazione
Per dimostrare il teorema si applica il teorema relativo di Moser sulla sottovarietà {\displaystyle X=\{P\}} con
{\displaystyle i:X\hookrightarrow M\qquad P\mapsto p}
Scegliendo una qualsiasi base simplettica per {\displaystyle T_{p}M} si possono definire le coordinate 
{\displaystyle ({\tilde {x}}_{1},\dots ,{\tilde {x}}_{n},{\tilde {y}}_{1},\dots ,{\tilde {y}}_{n})}
in un qualche intorno {\displaystyle U_{1}} di {\displaystyle p} tali che
{\displaystyle \omega _{1}|_{p}=\sum _{i}d{{\tilde {x}}_{i}}\wedge d{{\tilde {y}}_{i}}|_{p}}
Il teorema relativo di Moser assicura l'esistenza di un diffeomorfismo {\displaystyle \phi :U_{0}\to U_{1}} tale che
{\displaystyle \phi ^{*}\omega _{1}=\omega _{0}}
Ora, dal momento che
{\displaystyle \phi ^{*}\omega _{1}=\phi ^{*}\left(\sum _{i}d{{\tilde {x}}_{i}}\wedge d{{\tilde {y}}_{i}}\right)=\sum _{i}d{({\tilde {x}}_{i}\circ \phi )}\wedge d{({\tilde {y}}_{i}\circ \phi )}}
è sufficiente scegliere come coordinate {\displaystyle x_{i}={\tilde {x}}_{i}\circ \phi } e {\displaystyle y_{i}={\tilde {y}}_{i}\circ \phi }.

## Conseguenze
Come conseguenza del teorema di Darboux si può affermare che localmente le varietà simplettiche di una stessa dimensione sono tutte isomorfe a {\displaystyle (\mathbb {R} ^{2n},\omega _{0})}. Pertanto, se si dimostra una certa proprietà locale su {\displaystyle (\mathbb {R} ^{2n},\omega _{0})}  che sia invariante per simplettomorfismi , allora questa sarà valida su ogni varietà simplettica di dimensione {\displaystyle 2n}. 
A differenza delle varietà riemanniane, che si possono classificare localmente tramite la curvatura, le varietà simplettiche non ammettono invarianti locali.